# Nhóm nguyên tố 8
Nhóm nguyên tố 8 là nhóm gồm 4 nguyên tố sắt (Fe), rutheni (Ru), osmi (Os) và hassi (Hs) trong bảng tuần hoàn, nhóm này còn có tên gọi khác là nhóm sắt.